# Papiaru (Peipsiääre)
Papiaru is een plaats in de Estlandse gemeente Peipsiääre, provincie Tartumaa. De plaats heeft de status van dorp (Estisch: küla) en telt 29 inwoners (2021).
Tot in oktober 2017 hoorde Papiaru bij de gemeente Vara. In die maand werd Vara bij de gemeente Peipsiääre gevoegd.
De rivier Amme vormt de grens tussen Papiaru en Soeküla in de gemeente Tartu vald.

## Geschiedenis
Papiaru werd voor het eerst genoemd In 1850 onder de naam Pappiarro, en was niet meer dan twee boerderijen op het landgoed van Vara. Rond 1910 was Papiaru uitgegroeid tot een nederzetting. In 1945 kreeg ze de status van dorp. In 1977 werd het buurdorp Savikoja  bij Papiaru gevoegd.